# Uniform m/1816

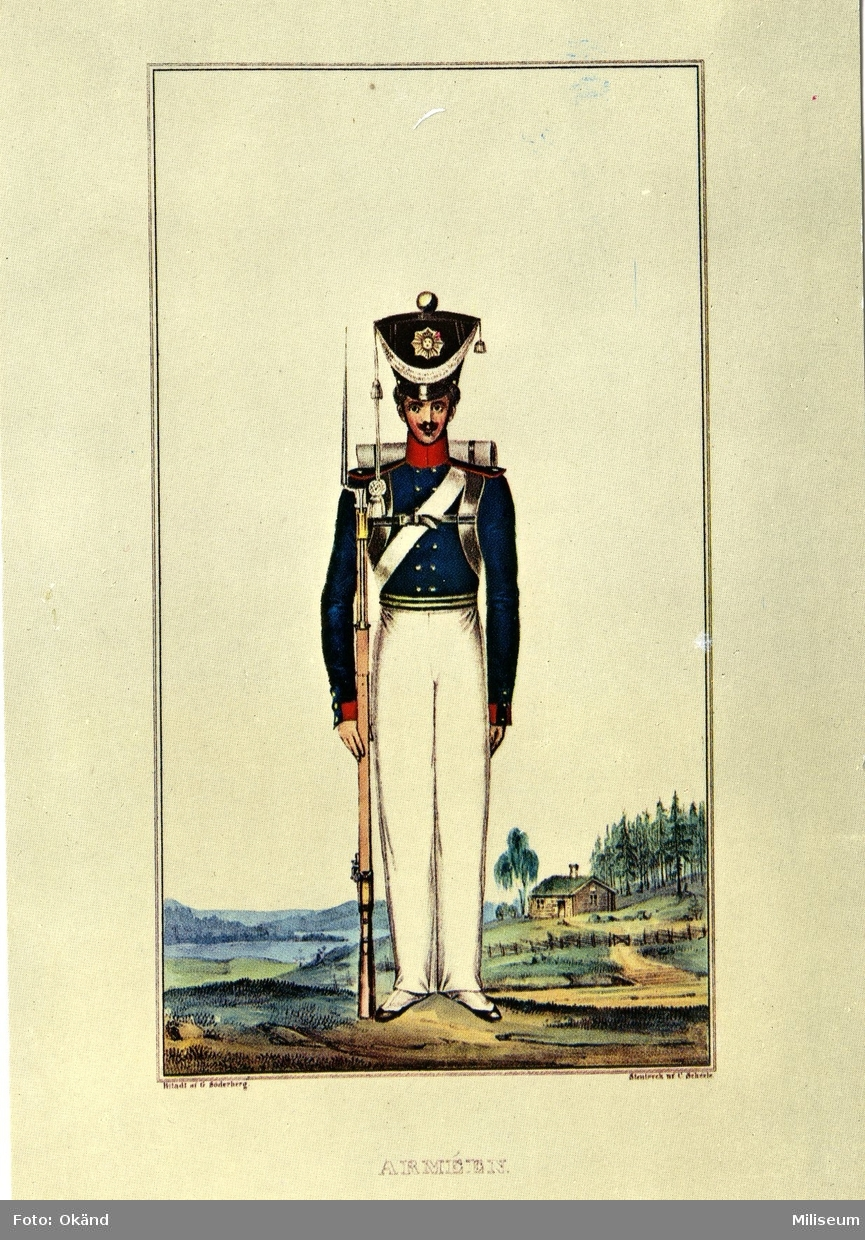
Uniform m/1816 för manskap vid indelta infanteriet.

Uniform m/1816 är ett uniformssystem som har använts inom den svenska krigsmakten. Uniformssystemet användes av hela infanteriet utom gardesregementena, och ersatte uniform m/1810. Detta uniformssystem brukar hänföras till samlingsbeteckningen modell äldre.

## Historia och utformning
De svenska trupper som deltog i kriget mot Napoleon på kontinenten 1813 var gammalmodigt uniformerade. På grund av detta hade flera officerare på eget bevåg försett sig med modernare uniformer. År 1816 framtogs en ny uniformsmodell för det svenska infanteriet som skulle överensstämma bättre med tidens militärmode.
Uniform m/1816 bestod av en blå frackjacka med två rader knappar med sju knappar i varje rad. Kragen som var av ståndkragstyp var röd och något högre än tidigare uniformsmodeller. Också ärmuppslagen var röda och var försedda med en blå klaff med tre knappar. Den röda färgen på krage och ärmuppslag gällde dock inte alla förband. Södermanlands-, Jönköpings- och Västgöta-Dals regementen samt Smålands infanteribataljon fick behålla sina gamla färger från uniform m/1810. Uppvecket på fracken var av gult kläde. Axelklaffarna som infördes på denna uniformsmodell var blå med röd passpoal och utrustade med två knappar. Långbyxorna var blå för manskapet och hade en 3 cm bred klädeslist längs yttersömmen. Officerarna hade grå byxor. Vidare bars skor med damasker eller svarta halvstövletter.
På huvudet bars tschakå m/1815 med vit banderoll samt pompom i varierande färg beroende på regemente. Till släpuniformen bars lägermössa m/1816 som var betydligt lättare tschakån.

### Galleri

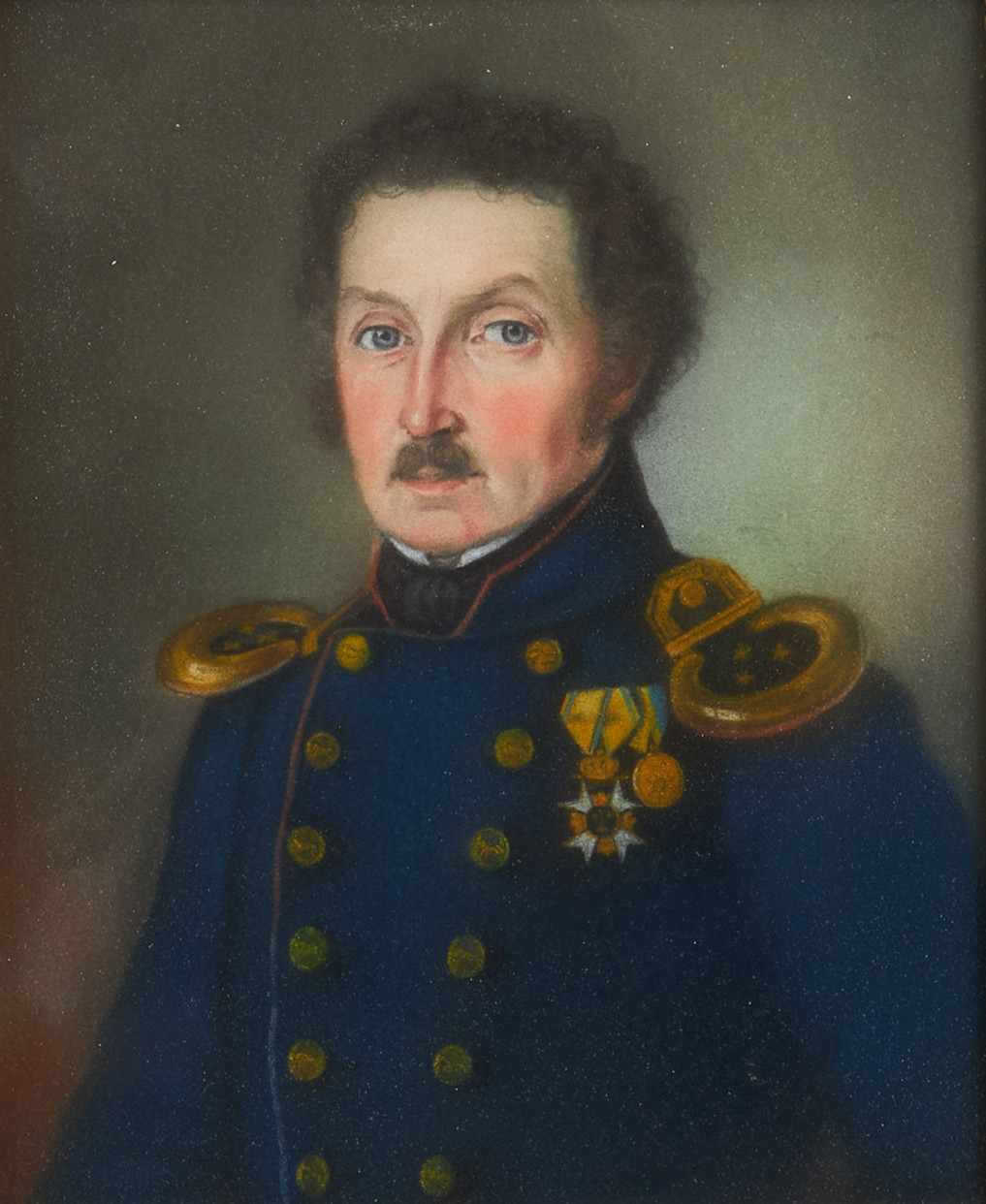
August Edvard Lilliestierna iklädd Västgöta-Dals regementes uniform m/1816 för en major. På bröstet syns Svärdsorden samt För tapperhet i fält. Porträtt av okänd. (1843)

### Webbkällor
http://www.hhogman.se/uniformer_armen_18_infanteriet1.htm